# Eulophiella
Eulophiella is een geslacht van vijf soorten orchideeën uit de onderfamilie Epidendroideae, afgescheiden van het grotere geslacht Eulophia.
De terrestrische of epifytische planten zijn endemisch in Madagaskar.

## Kenmerken
Eulophiella-soorten zijn middelgrote tot grote, terrestrische of epifytische planten. Ze bezitten vlezige, spoelvormige pseudobulben, een korte stengel en lange, lancetvormige, in de lengte geplooide bladeren. De bloeiwijze is een veelbloemige bloemtros op een basale, tot 1,2 m lange bloemstengel.
De bloemen zijn middelgroot, geresupineerd, dikwijls wasachtig en geurend. De bloemlip is hol aan de basis en draagt een callus. Het gynostemium is voorzien van een lange voet en draagt twee pollinia op een stipum.

## Taxonomie
Het geslacht omvat vijf soorten. De typesoort is Eulophiella elisabethae.

### Soortenlijst
- Eulophiella capuroniana Bosser & Morat (1972)
- Eulophiella elisabethae Linden & Rolfe (1891)
- Eulophiella ericophila Bosser (1974)
- Eulophiella galbana (Ridl.) Bosser & Morat (2001)
- Eulophiella roempleriana (Rchb.f.) Schltr. (1915)